# Pirata spiniger
Pirata spiniger este o specie de păianjeni din genul Pirata, familia Lycosidae. A fost descrisă pentru prima dată de Simon, 1898. Conform Catalogue of Life specia Pirata spiniger nu are subspecii cunoscute.